# Un articol regretabil
Un articol regretabil este o operă literară scrisă de Ion Luca Caragiale. 